# 179 Pułk Piechoty (1939)
179 Pułk Piechoty (179 pp) – oddział piechoty Wojska Polskiego, improwizowany w trakcie kampanii wrześniowej.
Pułk walczył w kampanii wrześniowej na szlaku bojowym Grupy/Dywizji „Brzoza”, 50 Dywizji Piechoty „Brzoza”, Samodzielnej Grupy Operacyjnej „Polesie”. W dokumentach sztabowych z działań we wrześniu i październiku 1939 roku posługiwano się numeracją 79 pp II rzutu mobilizacyjnego. W relacjach i wspomnieniach posługiwano się nazewnictwem 79 i 179 pułk piechoty. W okresie powojennym przyjęto nazwę 179 pułk piechoty.

## Formowanie i zmiany organizacyjne pułku
W związku z mobilizacją alarmową zarządzoną 23 marca 1939 roku i wyjazdem macierzystego 79 pułku piechoty w północne rejony kraju, w garnizonie Słonim pozostali rekruci wcieleni w marcu oraz niezbędna kadra do szkolenia. Ponadto pozostały drobne pododdziały starszego rocznika do pełnienia służby wartowniczej i obsługi instytucji garnizonowych oraz pozostałości kadry i rezerwistów. Z chwilą ogłoszenia mobilizacji powszechnej z żołnierzy młodego rocznika i przybywających rezerwistów w Słonimie rozpoczęto organizację Ośrodka Zapasowego 20 Dywizji Piechoty pod dowództwem płk. Adama Eplera. Ze względu na zagrożenie wtargnięcia niemieckiego XIX Korpusu Armijnego w okolice Brześcia dowódca IX OK gen. bryg. F. Kleeberg wydał 9 września 1939 r. rozkaz podległym dowódcom ośrodków zapasowych sformowania jednostek bojowych i stworzenia zapory na linii Brześć–Pińsk. Po wyjeździe 9 września sformowanego z rezerwistów batalionu piechoty mjr. M. Bartuli, 10 i 11 września ze Słonima wymaszerowało na południe celem obsadzenia odcinka od Kobrynia do Pińska zgrupowanie pod dowództwem ppłk. Kazimierza Gorzkowskiego. Zgrupowanie składało się z III batalionu 80 pułku piechoty kpt. Adama Jarosińskiego z OZ 20 DP młodego rocznika uzupełnionego do stanów wojennych rezerwistami. Grupy batalionów 79 pp ppłk. Mieczysława Gumkowskiego tj. batalionu II/79 pp kpt. Adolfa Boratyńskiego sformowanego z żołnierzy młodego rocznika uzupełnionych do etatu wojennego rezerwistami oraz sformowanego z rezerwistów batalionu piechoty 79 pp mjr. Franciszka Pająka. Słonimskie zgrupowanie ppłk. K. Gorzkowskiego z czasem zostało nazwane Zgrupowaniem „Drohiczyn Poleski”. W trakcie marszu 20 września dokonano reorganizacji zgrupowania dzieląc je na dwa pułki, II/79 pp i III/80 pp weszły w skład pułku „Łowczówek” pod dowództwem ppłk. Gumkowskiego. Po wykonaniu szeregu działań bojowych i marszy pieszych poprzez Drohiczyn Poleski, Kamień Koszyrski bataliony zgrupowania dotarły w rejon Włodawy 26–27 września. Na bazie pułku „Łowczówek” i I kombinowanego batalionu 1 pułku strzelców z Grupy „Brzoza” w dniu 28 września 1939 r. zorganizowano 179 pułk piechoty. Od tej chwili I batalionem pułku został, batalion utworzony 19 września w Małorycie z żołnierzy różnych rodzajów broni oraz rozbitków (artylerzyści przeciwlotnicy, baloniarze i lotnicy) uzbrojonych w broń przestarzałą i niejednolitą. 179 pułk z uwagi na to, że bataliony II i III posiadały skład osobowy składający się z szeregowych i podchorążych służby czynnej uzupełnionych rezerwistami młodszych roczników oraz posiadały uzbrojenie zbliżone do formacji I rzutowych (z niewielkimi brakami), stanowił podstawową siłę uderzeniową 50 DP „Brzoza”.

## Działania bojowe 179 pułku piechoty
Bataliony, które weszły w skład 179 pułku piechoty rozpoczęły działania bojowe po wymarszu z garnizonu Słonim. Marszruta batalionów słonimskich przebiegała następująco: 13 września Papiernia, 14 września Rzeczyca, 15 września Chomsk. 18 września bataliony docierają nad Kanał Królewski zajmują obronę na odcinku od Chomska do Drohiczyna Poleskiego, do 20 września organizują stanowiska obronne pozycji wyznaczonych rozkazem gen. Kleeberga z dnia 9 września 1939 roku. Następnie z uwagi na napaść wojsk ZSRR na wschodnie tereny II RP, bataliony podejmują dalszy marsz w kierunku południowo-zachodnim. 21 września przybywają do Hłuszy, a 22 września do Nujna. W trakcie dalszego marszu od rejonu Kamienia Koszyrskiego, od 23 września bataliony były atakowane przez lotnictwo sowieckie. Od wkroczenia na teren Polesia Wołyńskiego od rejonu Kamienia Koszyrskiego bataliony Zgrupowania „Drohiczyn Poleski” toczyły walki z grupami dywersantów ukraińskich. W trakcie marszu w rejonie Kamienia Koszyrskiego zostaje utworzony z różnych oddziałów dodatkowy batalion piechoty. We wsi Synów, w lasach koło Krymna 24 września toczą walki z ukraińskim improwizowanym pociągiem pancernym. W trakcie dalszego marszu pułk „Łowczówek” 25 września osiągnął Szack, a następnego dnia miasteczko Świtaź. Nocą 26/27 września pułk „Łowczówek” przekroczył Bug po moście kolejowym we Włodawie i zakwaterował się we wsi Okuninka. 28 września został formalnie utworzony 179 pp oraz nazajutrz następuje zmiana dowódcy pułku. 30 września pułk osiągnął Parczew, był atakowany przez lotnictwo sowieckie.            

### W bitwie pod Kockiem
1 października pułk przemieścił się w lasy nad rzekę Tyśmienica w rejonie dworu Dębica, wieczorem przeprawił się po zbudowanym moście na rzece, dotarł do szosy Kock–Radzyń i po jej przekroczeniu III batalion dotarł do lasu w rejonie folwarku Annówka, a II wkroczył do Kocka. 2 października w godzinach porannych II batalion kpt. Boratyńskiego w Kocku zaczął organizować obronę miasta. W godzinach południowych obronę Kocka wzmocnił III batalion kpt. Jarosińskiego. W godzinach południowych II, a popołudniowych III batalion nawiązały styczność bojową z podchodzącymi pododdziałami niemieckiej 13 Dywizji Piechoty Zmotoryzowanej. III batalion zluzował batalion piechoty "Wilk" podlegający Dywizji Kawalerii "Zaza", następnie wyparł niemieckie placówki z rejonu stawów rybnych w pobliżu drogi Kock-Białobrzegi. W godzinach południowych na oba bataliony pierwszorzutowe 179 pp w Kocku i okolicach wyprowadził natarcie niemiecki 33 pp zmot. Natarcie niemieckie zostało zatrzymane ostrzałem armat 75 mm i ogniem piechoty. Kompanie III batalionu wyparły pododdziały niemieckie z dworu w Kocku i zajęły stanowiska obronne na linii stawów rybnych. Nieprzyjaciel prowadził ostrzał pozycji pułku w Kocku i okolicach do godzin nocnych 2 października. 3 października niemiecki 33 pp zmot. wzmocniony pojedynczymi batalionami 93 i 66 pp zmot. i większością artylerii 13 DP Zmot. przygotowywał się do natarcia na pozycje polskie o godz. 10. Jednocześnie w godzinach porannych ok. godz. 7.00  do wyprzedzającego natarcia przeszła 50 DP "Brzoza" dwoma zgrupowaniami. Jedno z nich to 179 pułk piechoty, I batalionem mjr. Edwarda Żórawskiego, który prowadził natarcie po obu stronach szosy Kock-Dęblin i III batalionem kpt. Jarosińskiego na lewo od I batalionu na wieś Poizdów i Białobrzegi. III batalion gwałtownym uderzeniem opanował wieś Ruska Wola, za nią 7 kompania zaatakowała niemiecką baterię haubic 105 mm, wybijając obsługę. III batalion zdobył Białobrzegi, następnie prowadził natarcie na Poizdów oddalając się z podstawy wyjściowej o 5 km. Po dotarciu natarcia batalionu w pobliże szosy do Dęblina, wyszedł na niego niemiecki kontratak odparty z powodzeniem, a następnie drugi, który został również powstrzymany. Trzeci niemiecki kontratak z obejściem skrzydła zatrzymał nacierający batalion, który przeszedł do obrony. Osłaniająca lewe skrzydło 7 kompania w większości dostała się do niewoli. Pozostała część batalionu o godz.14. 30 wycofała się do Białobrzeg, a następnie na rozkaz dowódcy dywizji do Kocka na wypoczynek. I batalion prowadził natarcie w kierunku wzgórz przy szosie. Po ich osiągnięciu w odległości 800 metrów od podstawy wyjściowej, dalsze natarcie zaległo w ostrzale niemieckiej artylerii ogniem na wprost i broni maszynowej. I batalion bronił wzgórz, aż do zmroku, zupełny brak łopatek i hełmów u żołnierzy tego batalionu potęgował straty od ostrzału. W godzinach wieczornych I batalion wycofał się też do Kocka.            
W nocy 3/4 października 179 pp został przegrupowany z Kocka, maszerował przez Talczyn, Karoliny do Adamowa. Pozostałości III batalionu obozowały w lesie koło kolonii Krzywda, I batalion organizował obronę rejonu lasów w pobliżu kolonii Krzywda osłaniając sztab SGO "Polesie". 179 pułk piechoty 4 i 5 października przebywał w rejonie stanowisk obronnych, był ostrzeliwany przez artylerię przeciwnika ogniem nękającym. II batalion w rejonie Woli Burzeckiej osłaniał styk 178 i 180 pp, 50 Dywizji Piechoty "Brzoza". 4 października II batalion zajął rejon obrony we wsi Wola Burzecka i okolicy, następnie 5 października od godz. 11 prowadzi walki opóźniające po osi Wola Burzecka, Burzec, Krzywda.. II batalion był przegrupowany w godzinach wieczornych 5 października do natarcia na Wolę Gułowską, lecz z uwagi na kapitulację do walki nie wszedł. Część broni zdołano zakopać lub zniszczyć, niewielka część żołnierzy przed kapitulacją zbiegła. 6 października pułk skapitulował i złożył broń w Woli Burzeckiej.           

## Żołnierze 179 pułku piechoty
- dowódca pułku – ppłk Mieczysław Gumkowski[11](do 29 IX 1939), ppłk Władysław Żabiński[12]
- I adiutant pułku – kpt. st. sp. Paweł Kazimierz Cyms
- II adiutant pułku – ppor. rez. Tadeusz Kozłowski
- oficer łączności - por. Tadeusz Kołowrocki
- kwatermistrz – kpt. Romuald Buba
- dowódca plutonu pionierów - sierż. Karol Borysewicz[13]
- dowódca I batalionu (z 1 p strz. Gr. „Brzoza”) – mjr piech. st. sp. Edward Żórawski
  - dowódca 1 kompanii strzeleckiej (artylerzyści plot.) – kpt. Mieczysław Stanisław Iskierko
  - dowódca 2 kompanii strzeleckiej (baloniarze) – por. Mieczysław Sadowski
  - dowódca 3 kompanii strzeleckiej (lotnicy) – por. Stanisław Jan Kostecki
- dowódca II batalionu (II/79 pp) – kpt. Adolf Hilary Boratyński
  - adiutant batalionu - ppor. Antoni Sójka[13]
  - oficer żywnościowy - chor. Aleksander Wysocki[13]
  - oficer gospodarczy - chor. Czesław Sierpiński[13]
  - dowódca 4 kompanii strzeleckiej - kpt. st. sp. Aleksander Józef Schottek
  - dowódca 5 kompanii strzeleckiej - por. st. sp. Stanisław Nowicki
  - dowódca 6 kompanii strzeleckiej - por. Stanisław Kuś
  - dowódca 2 kompanii ckm - por. Stanisław Kołowrocki
- dowódca III batalionu (III/80 pp) – kpt. Adam Bohdan Jarosiński[14]
  - adiutant batalionu -  ppor. Marian Sorys (do 29 IX 1939), por. st. sp. Edward Jellinek, por. Felicjan Pawlak[15]
  - dowódca 7 kompanii strzeleckiej - por. Franciszek Słonina[15], por. Tadeusz Grot-Winkler (do +3 X 1939)
  - dowódca 8 kompanii strzeleckiej - kpt. st. sp. Franciszek Pfont
  - dowódca 9 kompanii strzeleckiej - kpt. Emil Zboś
  - dowódca 3 kompanii ckm - kpt. st. sp. Leon Dopierła (do 23 IX 1939), por. Andrzej Gurdak (do 29 IX 1939), por. rez. Wiktor Leon Marciniak[16]